# Purgatori
|  | Per a altres significats, vegeu «Purgatori (La Divina Comèdia)». |

El Purgatori és, segons la creença de la majoria de les denominacions cristianes (inclosa l'Església Catòlica Romana i les Esglésies Ortodoxes Orientals), un estat transitori entre la Terra i el Cel destinat a les ànimes que han pecat, però que poden ser salvades. Té paral·lelismes amb altres creences similars en altres religions, on el difunt ha de passar una sèrie de proves o estats abans d'arribar al Paradís. Algunes formes de cristianisme occidental, especialment dins del protestantisme, en neguen l'existència.
L'Església d'Anglaterra, església mare de la Comunió Anglicana, oficialment considera equivocada el que anomena "la doctrina romana sobre el purgatori", però l'Església Ortodoxa, les Esglésies ortodoxes orientals i els elements de les tradicions anglicana, luterana i metodista mantenen que per a alguns hi ha una purificació després de la mort. Les Esglésies reformades ensenyen que els difunts són alliberats dels seus pecats mitjançant el procés de glorificació. El judaisme rabínic també creu en la possibilitat de la purificació després de la mort i fins i tot pot utilitzar la paraula "purgatori" per descriure el concepte rabínic similar de Gehenna, encara que de vegades la Gehenna també es descriu com més semblant a l'infern o l'Hades.

## Característiques
El Purgatori es concep com un estadi a cavall entre la Terra i el Cel. Les ànimes que no mereixen una condemna eterna (anar a l'Infern) però que tampoc no poden ser salvades immediatament, passen al purgatori. Allà purifiquen les seves faltes, amb ajuda de les pregàries dels vius, fins a poder ascendir al cel, on contemplen Déu, que és l'estat de màxima felicitat a què hom pot aspirar.
Es basa en la doctrina més àmplia de la comunió dels sants, segons la qual tots els cristians estan units en la vida i en la mort i, per tant, els actes d'uns poden repercutir en els altres. Basant-se en el document Lumen Gentium, hi ha tres tipus de persones que formen l'església: els qui encara estan al món terrenal en peregrinació, els qui estan purificant les seves faltes i els qui ja han assolit la glòria eterna. Els segons s'identifiquen amb les ànimes del purgatori. Tal com els sants ja salvats poden intercedir pels mortals davant Déu, els vius poden ajudar els difunts del purgatori amb la seva fe, donada la comunió espiritual entre tots ells.
Aquesta doctrina té el suport de l'Escriptura al Segon llibre dels Macabeus on es parla dels ritus dels morts. Permet distingir entre els diferents tipus de pecat: els pecats mortals asseguren l'infern mentre que els pecats venials porten al purgatori. D'aquesta manera s'assegura una gradació en els càstigs a l'altre món anàloga a les penitències imposades a la confessió en el món terrenal.
El Purgatori, tal com els altres components de l'altra vida cristiana, no es refereix a un lloc físic sinó espiritual o metafòric. Malgrat això, la literatura i les arts plàstiques al llarg dels segles han representat els turments del purgatori de manera física i gràfica, com per exemple Dante a la Divina Comèdia.

## Història
Orígenes a la seva homilia sobre el llibre de l'Èxode comenta que abans d'entrar al cel els morts han de passar per un foc que cremi el passat anterior, una al·lusió a un càstig temporal que entronca amb el purgatori. El foc l'assimila a l'infern però el càstig és limitat en el temps. Ambròs de Milà va recollir aquesta idea, transformant-la en un baptisme de foc. Tal com el baptisme amb l'aigua renta el pecat original a l'inici de la vida cristiana, aquest baptisme amb foc purifica els pecats terrenals del mort cristià per preparar-lo per al cel.
El terme purgatori com a substantiu, associat a una espècie de lloc de l'altre món, neix a l'edat mitjana, concretament pels volts del segle xii. Les referències anteriors eren més imprecises i no usaven aquesta paraula sinó paràfrasis diverses.
El Concili de Trento va ratificar-ne l'existència com a doctrina per ser creguda pels catòlics, relacionada amb les indulgències i altres actes pietosos per assolir el perdó en vida i després de la mort. Aquesta reafirmació va sorgir com a reacció al protestantisme. El suport evangèlic s'ha trobat a diversos passatges que al·ludeixen a la possibilitat de pagar els deutes, com per exemple la paràbola del servent despietat (Mateu 18,21-35) o l'epístola als corintis (1 Cor 3,13-15).